# Gehoornde boorvlieg
De gehoornde boorvlieg (Terellia ceratocera) is een vliegensoort uit de familie van de boorvliegen (Tephritidae). De wetenschappelijke naam van de soort is voor het eerst geldig gepubliceerd in 1913 door Hendel.